# إزابيلا برانت
إزابيلا برانت (1591 – 15 يوليو 1626) كانت الزوجة الأولى للرسام الفلمنكي بيتر بول روبنس، وقد رسم عدة لوحات لها.
توفيت بالطاعون عن عمر 34 عاما.

## اللوحات
اللوحات التالية رسمها زوجها بيتر بول روبنس:

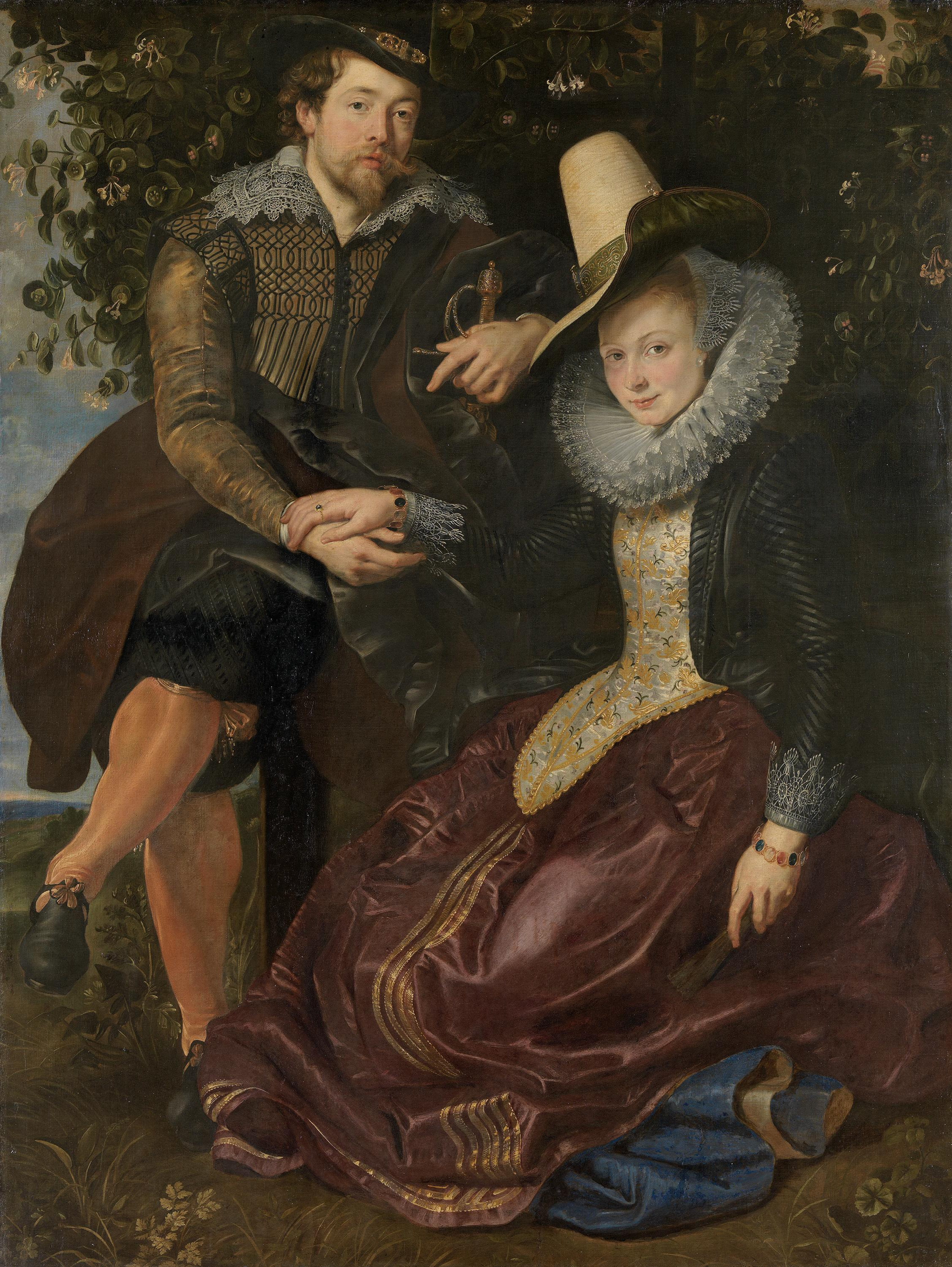
لوحة بستان زهر العسل[الإنجليزية] يصور فيها الرسام بيتر بول روبنس نفسه مع زوجته إزابيلا برانت في سنة زواجهما (ألت بيناكوثيك، ميونخ)
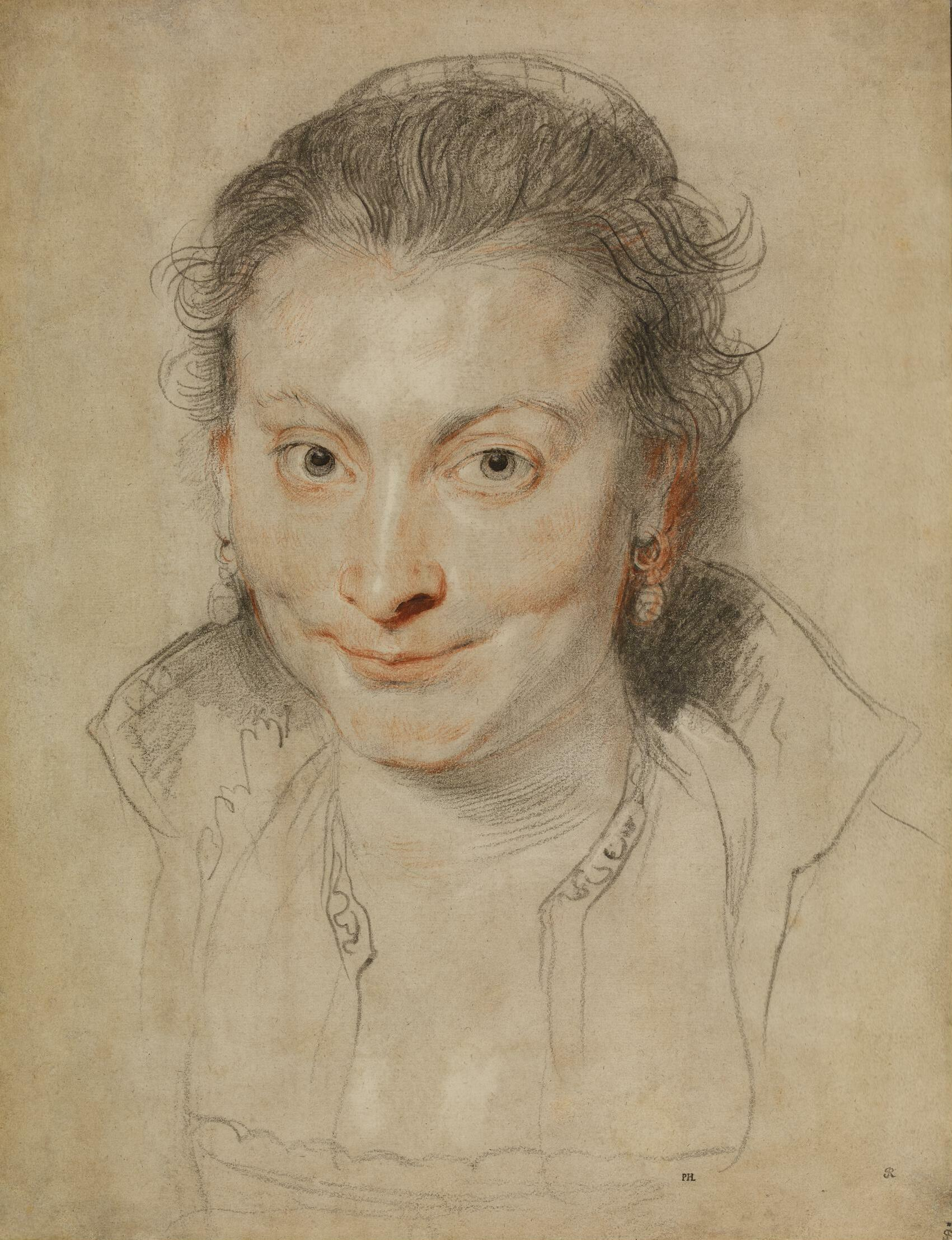
صورة إزابيلا برانت[الإنجليزية] بحدود عام 1621 (المتحف البريطاني، لندن)
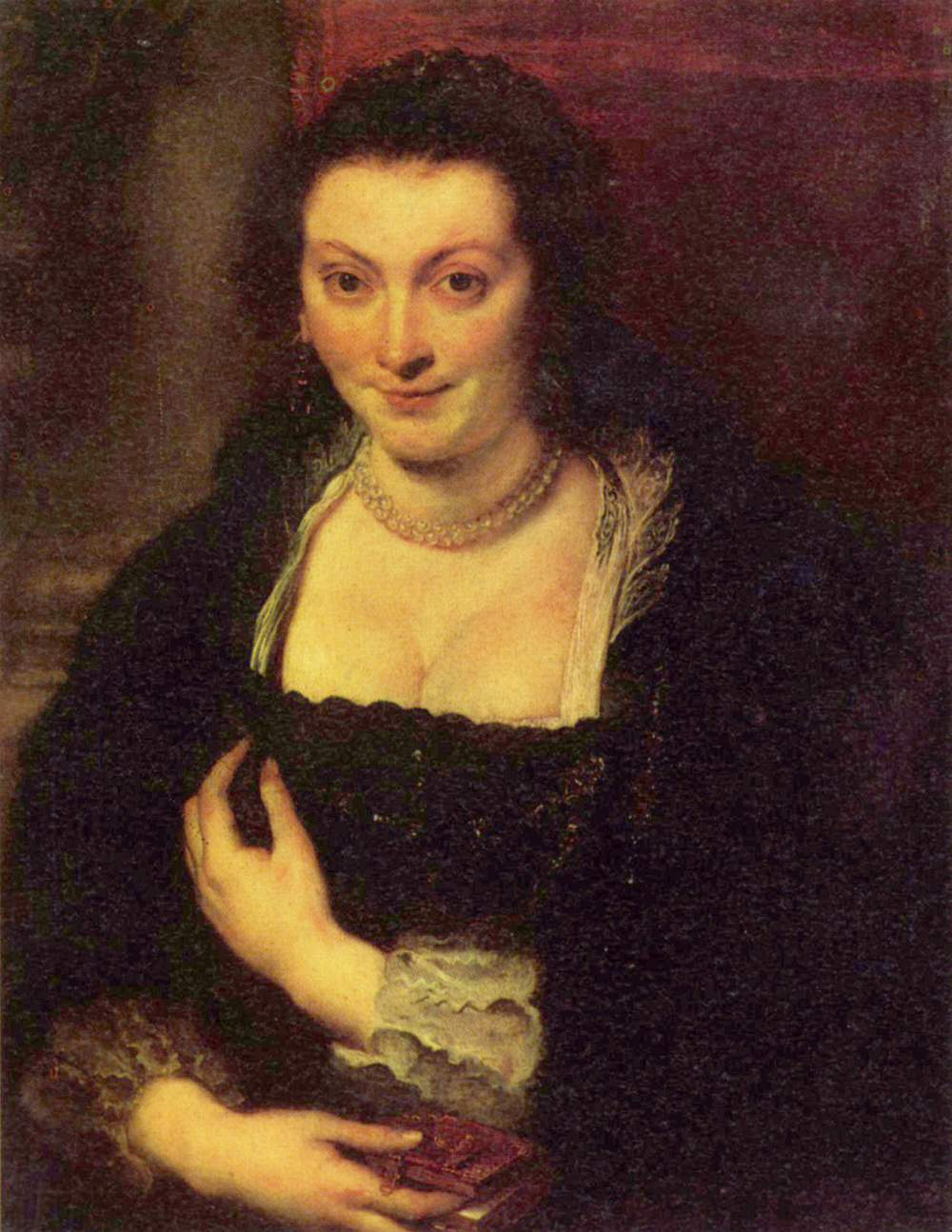
صورة إزابيلا برانت بحدود عام 1625 (معرض أوفيزي، فلورنسا)
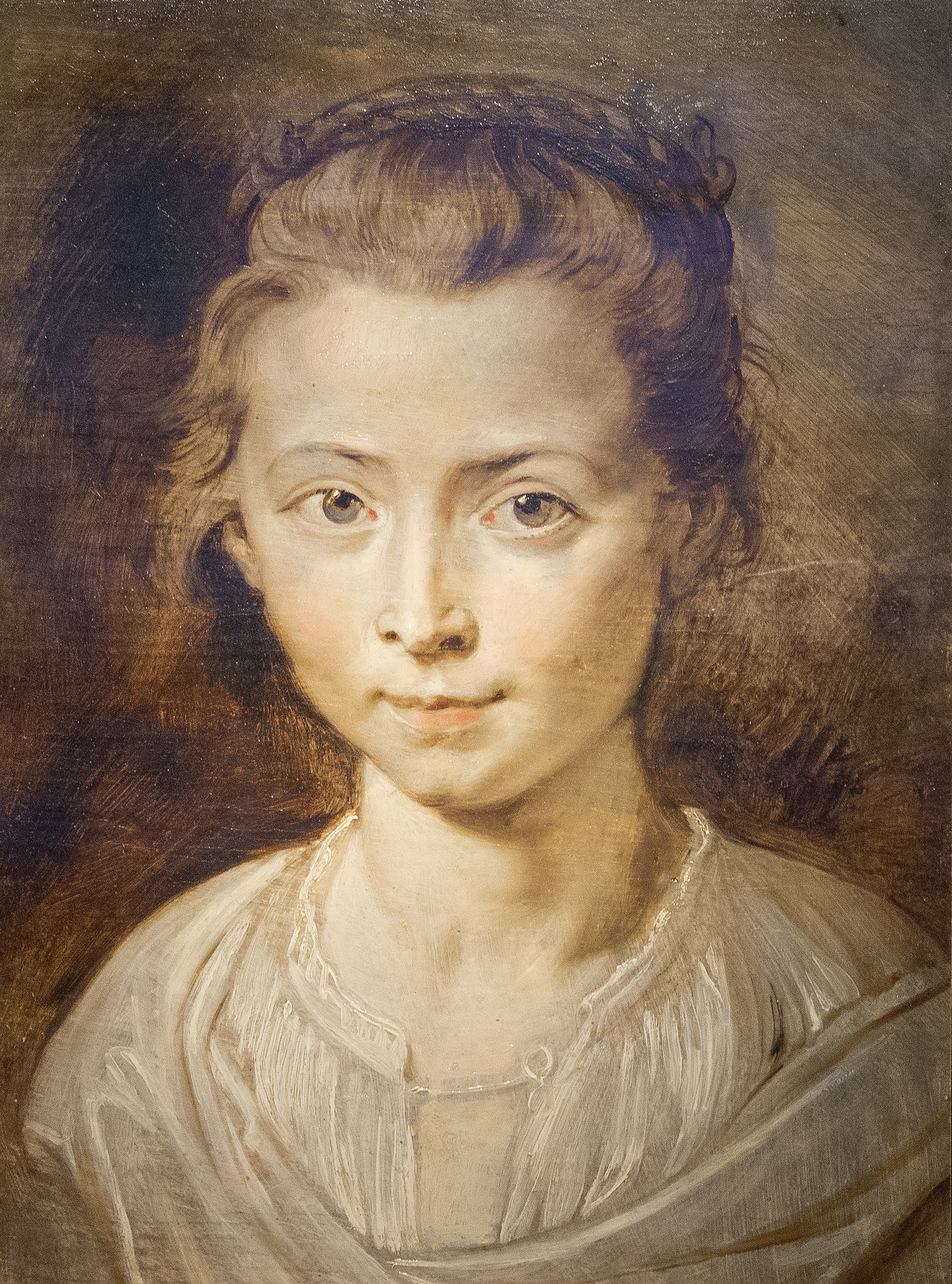
صورة ابنتها كلارا سيرينا روبنس (1611–1623) - دار روبنس[الإنجليزية] في أنتويرب

كما توجد صورة رسمها أنطوني فان ديك:

لوحة إزابيلا برانت[الفرنسية] بحدود 1623–1626 (المعرض الوطني للفنون، واشنطن العاصمة)